# Заявление о прекращении огня в Нагорном Карабахе (2020)
Заявление о прекращении огня в Нагорном Карабахе (2020) — трёхстороннее заявление о прекращении огня, подписанное президентом Азербайджанской Республики Ильхамом Алиевым, премьер-министром Республики Армения Николом Пашиняном и президентом Российской Федерации Владимиром Путиным в ночь с 9 на 10 ноября 2020 года.

## Предыстория

Территория Нагорно-Карабахской автономной области на момент распада СССР
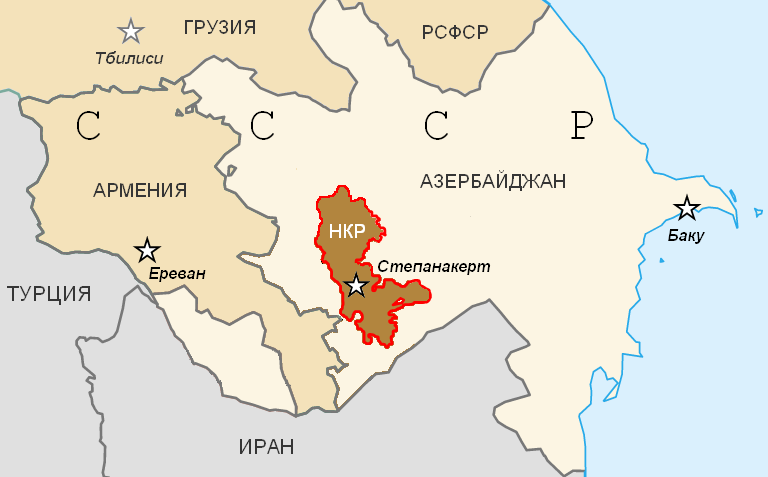
Территория, на которой была провозглашена Нагорно-Карабахская Республика
Территории, контролируемые Нагорно-Карабахской Республикой после окончания войны в 1994 году
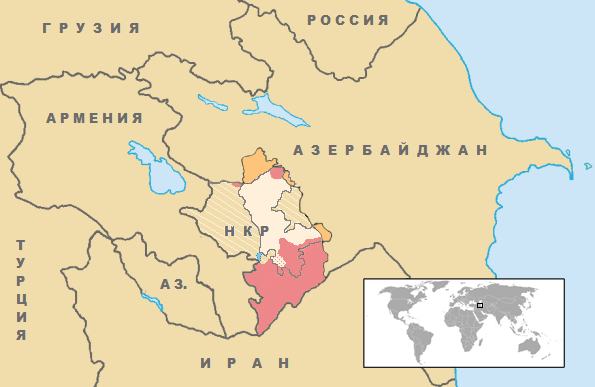
Ситуация на 9 ноября 2020 года  Территория, контролируемая Нагорно-Карабахской Республикой Территория, заявленная НКР, но находящаяся под контролем Азербайджана по состоянию на 27 сентября 2020 года Территории, занятые Азербайджаном в ходе вооружённого конфликта 2020 года

Многовековой этнополитический конфликт между азербайджанцами и армянами в Нагорном Карабахе приобрёл новую остроту в годы перестройки в СССР (1987—1988), на фоне резкого подъёма национальных движений в Армении и Азербайджане. К ноябрю — декабрю 1988 года конфликт вышел за рамки локальной проблемы Нагорного Карабаха, превратившись в «открытую межнациональную конфронтацию».

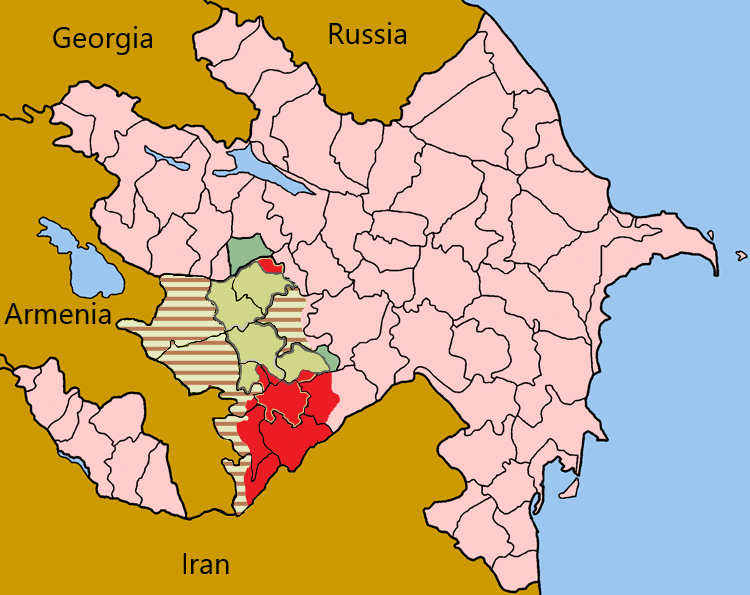
Территориальные изменения по результатам трёхстороннего заявления. Область, отмеченная красным цветом, остаётся под контролем Азербайджана. Заштрихованная территория была возвращена Арменией Азербайджану к 1 декабря 2020 года. Вдоль границы светло-зелёной территории размещены российские миротворческие силы

В 1991—1994 годах эта конфронтация привела к масштабным военным действиям за контроль над Нагорным Карабахом и некоторыми прилегающими территориями. 5 мая 1994 года был подписан Бишкекский протокол о перемирии и прекращении огня между Арменией и непризнанной Нагорно-Карабахской Республикой с одной стороны и Азербайджаном с другой стороны. Тогда же было подписано соглашение о прекращении огня с 12 мая 1994 года. По итогам войны под контролем НКР оказались бо́льшая часть бывшей Нагорно-Карабахской автономной области Азербайджанской ССР и прилегающие районы, в том числе и обеспечивающие связь Нагорного Карабаха с Арменией.
В сентябре 2020 года в Карабахе возобновились широкомасштабные боевые действия, в ходе которых Азербайджан восстановил контроль над значительной частью территорий, контролировавшихся армянской стороной, включая территории вдоль всей границы с Ираном. 8 ноября было объявлено о переходе под контроль вооружённых сил Азербайджана стратегического города Шуша, что фактически означало перекрытие главного пути сообщения между НКР и Арменией.
Ещё 4 октября президент Азербайджана Ильхам Алиев, обращаясь к нации, заявил, что Азербайджан восстановит режим прекращения огня лишь тогда, когда Армения представит Азербайджану «график вывода армянских вооружённых сил с оккупированных территорий».

## Первые попытки достичь соглашения
По словам президента России Владимира Путина, 19-20 октября у него состоялась серия телефонных переговоров как с президентом Азербайджана Ильхамом Алиевым, так и с премьер-министром Армении Николом Пашиняном. Тогда вооружённые силы Азербайджана вернули себе контроль над южной частью Карабаха, и Путину в целом удалось убедить Алиева, что можно прекратить боевые действия. Однако обязательным условием со стороны Алиева было возвращение беженцев, в том числе в город Шушу. Для армянской стороны же это условие тогда было неприемлемым, и Пашинян прямо сказал Путину, что видит в этом угрозу для интересов Армении и Карабаха, заявив: «Нет, не можем на это пойти, мы будем бороться, будем воевать». Путин заявил, что ему не очень понятно, «в чем эта угроза была бы, имея в виду, что предполагалось возвращение мирных граждан при сохранении контроля с армянской стороны над той частью территории Карабаха, включая Шушу, и имея в виду наличие наших миротворцев».
Позже уже, по словам Путина, ситуация начала складываться таким образом, что вооружённые силы Азербайджана взяли под контроль Шушу и «для армянской стороны сложилась критическая ситуация, счёт шёл на часы, возможно было взятие Степанакерта и дальнейшее движение» и в этих условиях немедленное прекращение боевых действий было в интересах армянской стороны.
1 декабря 2020 года президент Азербайджана Ильхам Алиев обнародовал некоторые детали переговоров, которые предшествовали подписанию заявления о прекращении огня. Алиев сообщил, что центральной темой переговоров являлся вопрос передачи под азербайджанский контроль семи районов (Кельбаджарского, Лачинского, Кубатлинского, Джебраильского, Зангеланского, Агдамского и Физулинского). По словам Ильхама Алиева, на протяжении 17 лет «из различных мест, от внешних кругов» поступали предложения согласиться на вариант передачи Азербайджану 5 районов. А оставшиеся два района (Кельбаджарский и Лачинский) были бы переданы только в обмен на признание независимости Нагорного Карабаха, либо обязательства заранее признать результат референдума, который там состоится с заранее определённой датой проведения голосования. Однако и в таком случае Лачинский коридор должен был бы быть отдан Армении, при этом ширина коридора не была определена. Говоря о процессе согласования непосредственно текста Соглашения о прекращении огня, президент Алиев сообщил, что в предварительном варианте текста соглашения шла речь о том, что Лачинский коридор должен был бы остаться под контролем армянских вооружённых сил, однако азербайджанская сторона на переговорах настояла на передаче Лачинского коридора под контроль российских миротворцев. Также в предварительном варианте текста предполагалась ширина Лачинского коридора в 30 км, однако азербайджанская сторона настояла на сокращении ширины коридора до 5 км, и этот коридор не будет затрагивать город Шушу. Одновременно Ильхам Алиев заявил, что именно азербайджанская сторона на переговорах настояла на том, что в течение трёх лет следует соорудить новую трассу коридора, которая минует город Лачин; после этого миротворческие силы России переместятся на новую трассу коридора, и Лачин будет возвращён Азербайджану. Также Алиев заявил, что по его инициативе в соглашение был включён пункт о гарантиях со стороны Армении безопасности транспортного сообщения между западными районами Азербайджана и Нахичеванской Автономной Республикой, а также то, что контроль за транспортным сообщением будет возложен на органы Пограничной службы ФСБ России и что будет обеспечено строительство новых транспортных коммуникаций, соединяющих Нахичеванскую Автономную Республику с западными районами Азербайджана.

## Содержание заявления

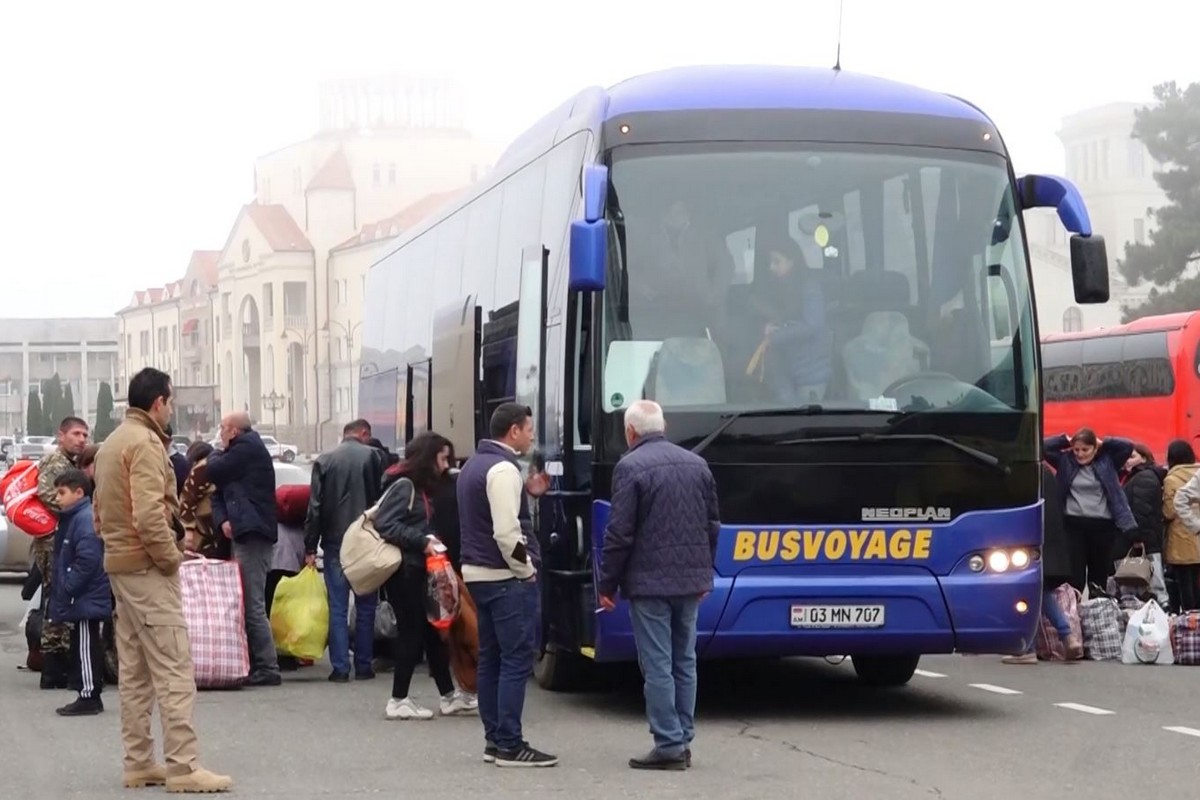
Этнические армяне, возвращающиеся в Степанакерт после заявления о прекращении огня. 22 ноября 2020 г.

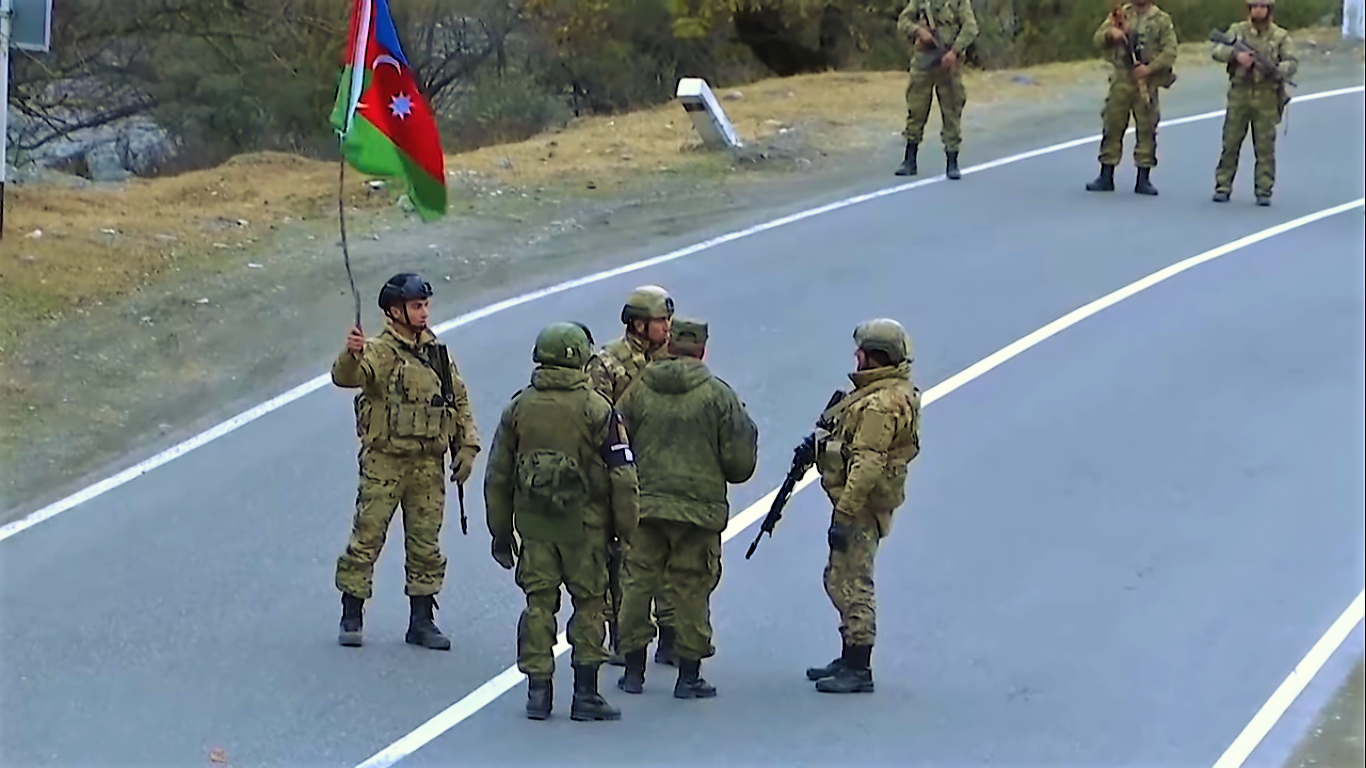
Встреча азербайджанских военнослужащих с российскими миротворцами близ села Венг в Кельбаджарском районе 25 ноября 2020 года, в день, когда район возвращается Азербайджану

В этих условиях по инициативе Российской Федерации в ночь с 9 на 10 ноября было подписано трёхстороннее заявление о полном прекращении огня и всех военных действий в зоне нагорно-карабахского конфликта.
1. Объявляется о полном прекращении огня и всех военных действий в зоне нагорно-карабахского конфликта с 00 часов 00 минут по московскому времени 10 ноября 2020 года. Азербайджанская Республика и Армения останавливаются на занимаемых ими позициях.
2. Агдамский район возвращается Азербайджанской Республике до 20 ноября 2020 года.
3. Вдоль линии соприкосновения в Нагорном Карабахе и вдоль Лачинского коридора развёртывается миротворческий контингент России в количестве 1960 военнослужащих со стрелковым оружием, 90 бронетранспортёров, 380 единиц автомобильной и специальной техники.
4. Миротворческий контингент Российской Федерации развёртывается параллельно с выводом армянских вооружённых сил. Срок пребывания миротворческого контингента Российской Федерации — 5 лет с автоматическим продлением на очередные 5-летние периоды, если ни одна из Сторон не заявит за 6 месяцев до истечения срока о намерении прекратить применение данного положения.
5. В целях повышения эффективности контроля за выполнением Сторонами конфликта договорённостей развёртывается миротворческий центр по контролю за прекращением огня.
6. Армения до 15[b] ноября 2020 года должна была вернуть Азербайджану Кельбаджарский район, до 1 декабря 2020 года — Лачинский район. Лачинский коридор (шириной 5 км), который будет обеспечивать связь Нагорного Карабаха с Арменией и при этом не будет затрагивать город Шушу, остаётся под контролем миротворческого контингента Российской Федерации. В течение трёх лет будет определён план строительства нового маршрута движения по Лачинскому коридору, обеспечивающий связь между Нагорным Карабахом и Арменией, с последующей передислокацией российского миротворческого контингента для охраны этого маршрута. Азербайджан гарантирует безопасность движения по Лачинскому коридору граждан, транспортных средств и грузов в обоих направлениях.
7. Внутренне перемещённые лица и беженцы возвращаются на территорию Нагорного Карабаха и прилегающие районы под контролем Управления Верховного комиссара ООН по делам беженцев.
8. Производится обмен военнопленными и другими удерживаемыми лицами и телами погибших.
9. Разблокируются все экономические и транспортные связи в регионе. Армения гарантирует безопасность транспортного сообщения между западными районами Азербайджана и Нахичеванской Автономной Республикой с целью организации беспрепятственного движения граждан, транспортных средств и грузов в обоих направлениях. Контроль за транспортным сообщением осуществляют органы Пограничной службы ФСБ России. По согласованию Сторон будет обеспечено строительство новых транспортных коммуникаций, связывающих Нахичеванскую Автономную Республику с западными районами Азербайджана.

В опубликованном 10 ноября утром на сайте президента Российской Федерации тексте заявления отсутствует фраза о передаче Азербайджану контролируемых силами Армении территорий в Газахском районе Азербайджана, которая имелась в цитируемом ранее Пашиняном заявлении. Также из первоначальной редакции убрана фраза о том, что армянская сторона сохраняет за собой Лачинский коридор, вместо этого Лачинский коридор передаётся под контроль миротворческих сил. Третье изменение коснулось формулировки о транспортном сообщении между Нахичеванью и западными районами Азербайджана. В окончательной версии говорится лишь о гарантиях безопасности со стороны Армении для такого сообщения, в то время как первоначальная редакция трактовалась некоторыми политическими деятелями Армении как придание особого (фактически, экстерриториального) статуса транспортному коридору в Нахичевань. Пресс-секретарь президента России Дмитрий Песков призвал ориентироваться на опубликованную на сайте Кремля версию.
При формировании списка передаваемых под контроль Азербайджана населённых пунктов Агдамского, Кельбаджарского и Лачинского районов применяется административно-территориальное деление, действовавшее на момент распада СССР — поэтому передаче не подлежат территории бывшего Мардакертского района Нагорно-Карабахской автономной области, разделённые, согласно административно-территориальному делению Азербайджана между Агдамским, Кельбаджарским и Тертерским районами Азербайджана (например, сёла Чаректар и Умудлу, первоначально ошибочно включённые в списки на передачу), но подлежат фактически эксплуатируемые Арменией территории в западной части Кельбаджарского района (например, восточная часть Зодского золоторудного месторождения, на территории которой вплоть до 26 ноября 2020 года продолжалась добыча руды для Армении).
По словам Сергея Маркедонова и Томаса де Ваала, в ходе конфликта Азербайджану удалось значительно изменить ситуацию в свою пользу, что нашло своё отражение и в соглашении. Так, если «Мадридские принципы» чётко отделяли сам Нагорный Карабах от занятых Арменией районов вокруг него, то в ноябрьском соглашении о статусе Нагорного Карабаха ничего нет, а некоторые пункты выглядят просто как график возвращения ряда районов под контроль Баку. Также, по словам экспертов, стёрлись различия и между самими районами, так как если в «Принципах» они шли по формуле 5+2: пять (Агдамский, Джебраильский, Зангеланский, Кубатлинский и Физулинский) предполагалось передать Баку сразу, а ещё два (Лачинский и Кельбаджарский) — лишь со временем из-за того, что через них проходит коридор безопасности между Арменией и Карабахом, то после ноябрьского соглашения эти идеи стали неактуальными.

## «Зангезурский коридор»
В «Мадридских принципах» ничего не говорилось и о коридоре между Нахичеванью и западными регионами Азербайджана. Хотя до этого такой вариант обсуждался: в предлагаемом к подписанию Роберту Кочаряну и Гейдару Алиеву соглашении 2001 года предусматривалось не просто возможность транспортного сообщения с Нахичеванью через Сюник, а создание настоящего транспортного коридора в Нахичевань под суверенитетом Азербайджана взамен на передачу Нагорного Карабаха в границах бывшей автономной области в состав Армении. Однако, соглашение было отвергнуто азербайджанской стороной.
Как отмечает BBC, согласно данному соглашению, Азербайджан получит «важнейший транспортный коридор» вдоль южной границы Армении с Ираном, которая свяжет основную территорию страны с её эксклавом — Нахичеванской Автономной Республикой, которая, в свою очередь, граничит с Турцией. «Коммерсантъ» отмечает, что требованием данного заявления является восстановление существовавшей в советское время железной дороги из основной части Азербайджана в Нахичевань, то есть Зангезурского коридора. Шеф-редактор Восточной редакции ИА REGNUM кандидат исторических наук Станислав Тарасов также считает, что трёхстороннее соглашение о перемирии в Нагорном Карабахе предусматривает открытие транспортного коридора между Нахичеванью и основной территорией Азербайджана через Зангезур.

## Нарушения режима прекращения огня
По данным Министерства обороны России, с момента подписания совместного заявления режим прекращения огня был нарушен один раз — 11 декабря. Конфликт произошёл в сёлах Хинтаглар и Хцаберт, расположенных вне зоны ответственности российского миротворческого контингента. После вмешательства российских миротворцев армянские военнослужащие сдали оружие и покинули территорию, передав её азербайджанским военным.

### Азербайджанская версия
13 декабря Министерство обороны и Служба государственной безопасности Азербайджана выступили с сообщением, в котором говорилось, что 26 ноября и 8 декабря в Ходжавендском районе вооружённые армянские отряды совершили провокации против азербайджанских военнослужащих и гражданских лиц, в связи с чем СГБ была вынуждена провести антитеррористическую операцию.

### Армянская версия
Сёла Хинтаглар и Хцаберт находились в «серой зоне», в которую впоследствии не открывая огня вошли армянские военные.
12 декабря Министерство обороны Армении сообщило о том, что азербайджанская сторона возобновила наступление на сёла Хинтаглар и Хцаберт. По заявлению армянской стороны, сначала азербайджанские войска при поддержке артиллерии захватили село Хинтаглар, а затем продолжили наступление в Хцаберт. По словам экс-депутата НКР, Айка Ханумяна, в Хцаберт приехали российские миротворцы и стабилизировали обстановку. Позже, по словам Ханумяна, в село вошли азербайджанские военные.
16 декабря Министерство обороны Армении заявило, что при посредничестве российских миротворцев армянские военные были выведены из окружённых сёл. Премьер-министр Армении Никол Пашинян в своём интервью Радио Азатутюн заявил, что в сёлах Хинтаглар и Хцаберт помимо армянских военных в окружении находились и российские миротворцы, но эта информация была позже опровергнута Министерством обороны России.

## Реакция

### Азербайджан

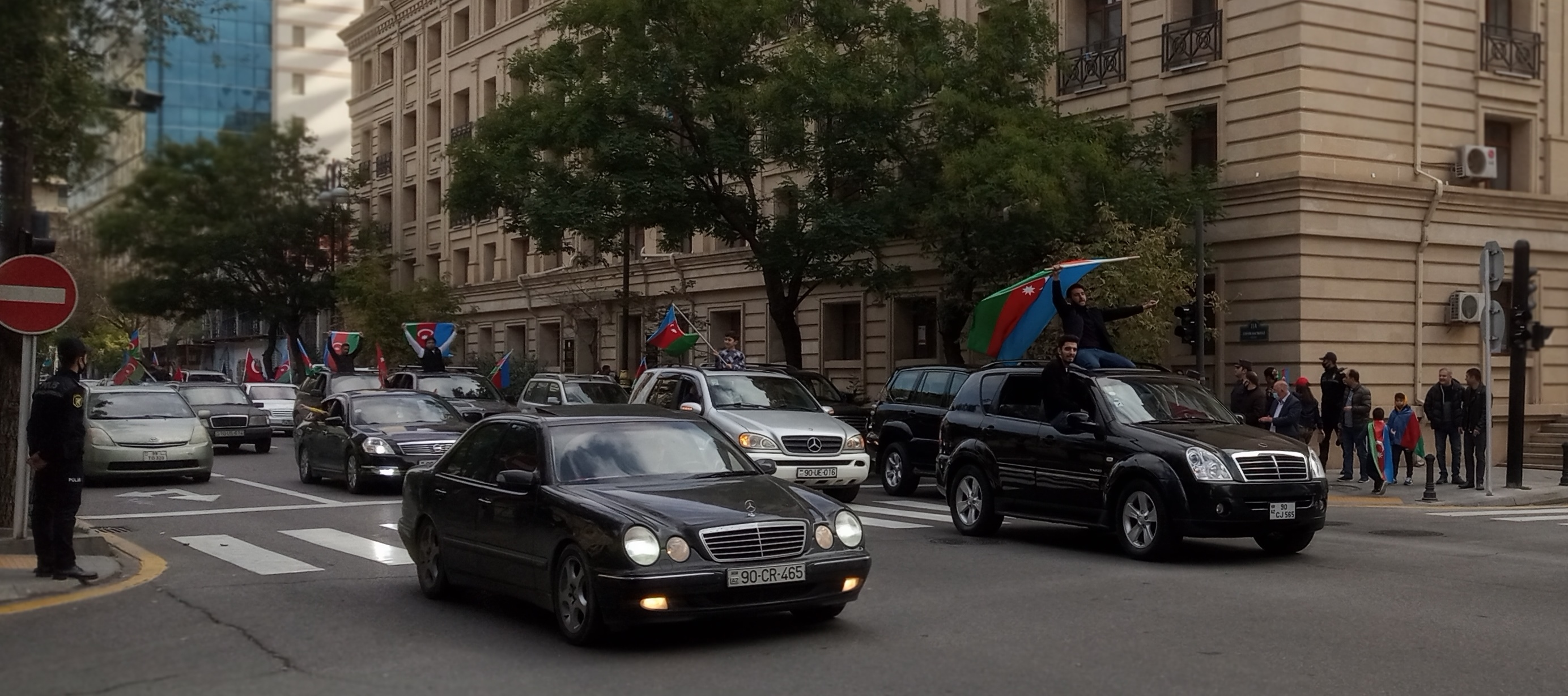
Бакинцы празднуют победу 10 ноября 2020 года

- Президент Азербайджана Ильхам Алиев назвал данное заявление «капитуляцией Армении», которое по его словам «положило конец многолетней оккупации»[28]. В Азербайджане соглашение встретили с ликованием и всю ночь праздновали победу в войне[29], по всему Азербайджану, особенно в Баку, разразились масштабные торжества[17][30].
- 2 декабря 2020 года распоряжением президента Азербайджанской Республики день подписания заявления, 10 ноября, был объявлен в Азербайджане «Днём Победы»[31] (позднее Днём Победы было объявлено 8 ноября). Также был учреждён «День памяти» 27 сентября (день начала военных действий)[32]. 26 ноября 2020 года были учреждены ордена «Победа» и «Карабах»[33][34].

### Армения

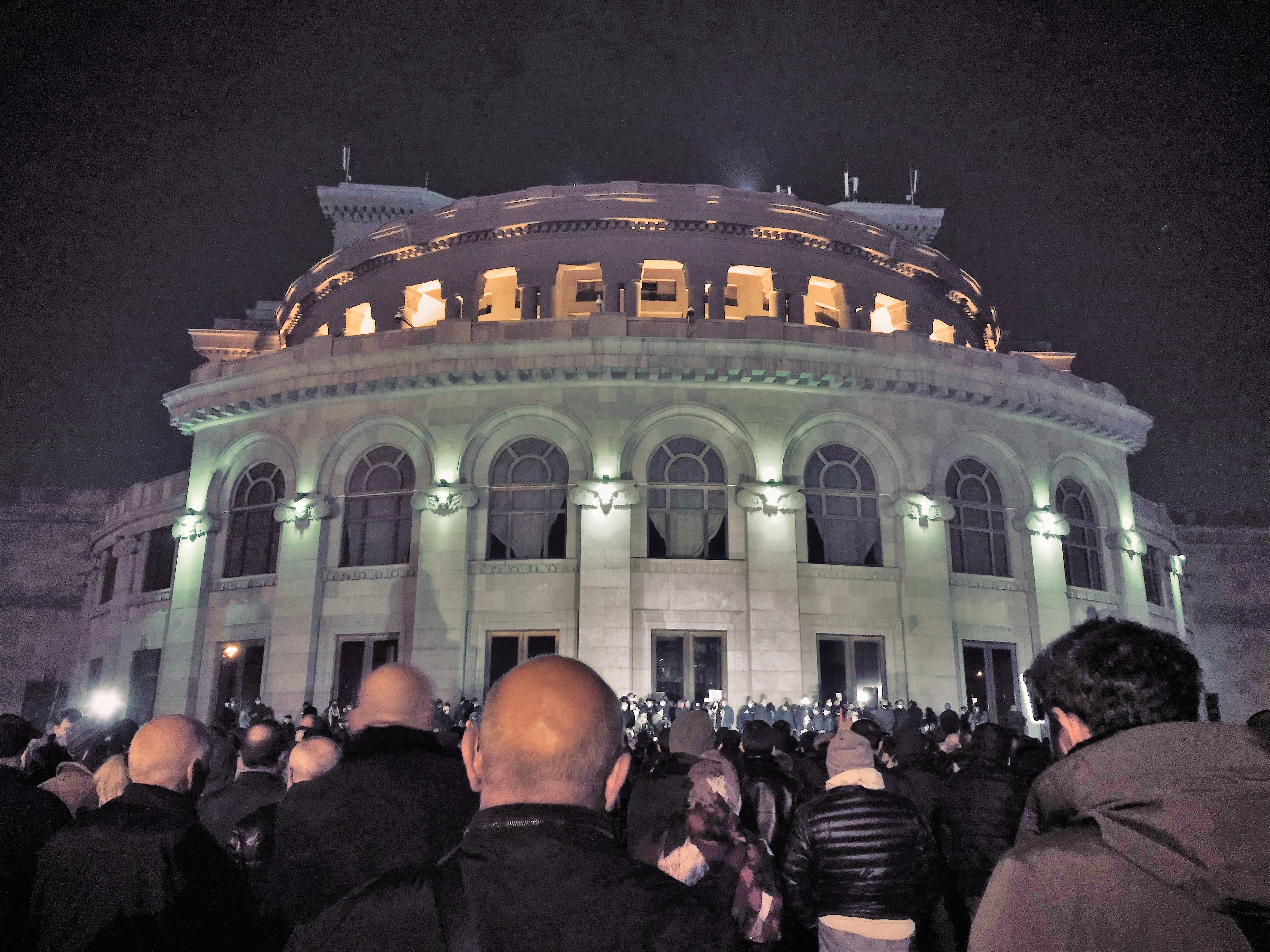
Протесты в Ереване в ноябре 2020 года против условий соглашения о прекращении огня

- После подписания соглашения премьер-министр Армении Никол Пашинян заявил, что «это не победа, но нет поражения, пока вы не сочтёте себя побеждённым, мы никогда не будем считать себя побеждёнными, и это станет новым началом эпохи нашего национального единства и возрождения»[36]. В Ереване подписание мирного соглашения вызвало политический кризис[37] и привело к акциям протеста в городе[38]. Протестующие около здания парламента Армении в Ереване избили спикера Национального собрания Арарата Мирзояна[39]. Также протестующие, смяв охранников, ворвались в парламент и заняли трибуну в зале заседаний, с которой стали выступать все желающие и требовать продолжения боевых действий в Карабахе[40].

### Международная
- Президент Грузии Саломе Зурабишвили поздравила Армению и Азербайджан с окончанием боевых действий, выразила соболезнования семьям жертв войны и выразила надежду, что «на Южном Кавказе начнётся новая эра»[41].
- Иран приветствовал подписание соглашения и надеялся, что оно приведёт к окончательному урегулированию, которое сохранит мир в регионе[42].
- Министр иностранных дел Пакистана выступил с заявлением, в котором говорится: «Мы поздравляем правительство и братский народ Азербайджана с освобождением их территорий»[43].
- Президент России Владимир Путин заявил, что «исходим из того, что достигнутые договорённости создадут необходимые условия для прочного и полноформатного урегулирования нагорно-карабахского кризиса на основе справедливости и на благо армянского и азербайджанского народов»[44]
- Министр иностранных дел Турции Мевлют Чавушоглу поздравил Азербайджан после подписания соглашения[45].
- Председательствующий в СНГ в течение 2020 года президент Республики Узбекистан Шавкат Мирзиёев заявил: «Мы приветствуем достигнутые договорённости о полном прекращении огня и прекращении всех военных действий в зоне нагорно-карабахского конфликта, достигнутые при активном содействии Российской Федерации. Выражаем надежду на скорейшее восстановление мирной жизни в этом регионе»[46].
- Министр иностранных дел Великобритании Доминик Рааб приветствовал соглашение и рекомендовал обеим сторонам продолжать работу в направлении прочного урегулирования спора[47].

## Последствия

### Переселение армян
С 13 ноября начался исход армян из Кельбаджарского района, который до Первой карабахской войны согласно переписи населения 1979 года, включал преимущественно этнических азербайджанцев (99,5%), а также Лачинского (94,5%) и Агдамского (99,0%). В контексте изменения контроля над Кельбаджарским районом, сообщалось о случаях, когда армянские жители перевозили останки умерших родственников в другие места. Это меры были предприняты с намерением обеспечить сохранность могил в условиях, которые могли привести к их разрушению или осквернению. Кроме того, некоторые жители региона эвакуировали своё имущество, исходя из понимания, что возможности для возвращения может не представиться. Агентство Франс-Пресс сообщило, что в Чаректаре было подожжено не менее шести домов. 15 ноября, по просьбе Армении, Азербайджан продлил крайний срок, в течение которого армяне должны полностью покинуть Кельбаджарский район, на 10 дней, до 25 ноября. В аппарате президента Азербайджана, комментируя продление срока, заявили, что они приняли во внимание ухудшающуюся погоду и тот факт, что дорога в Армению только одна. Власти Азербайджана также осудили мирных жителей и демобилизованных солдат, покидавших район, сжигая дома и уничтожая леса, что было расценено властями как «экологический террор». На сегодняшний день нет объективных доказательств утверждениям о вырубке и сжигании лесов, международные акторы так же не подтверждают эти утверждения.

### Размещение российских миротворцев
Ещё 10 ноября 2020 года сообщалось, что российские войска и бронетехника, которые должны были составить миротворческие силы в соответствии с соглашением, вводились в регион Нагорного Карабаха. К 12 ноября российские силы, состоявшие в основном из личного состава 15-й отдельной мотострелковой бригады, вошли в Степанакерт и начали развёртывание наблюдательных постов по всему региону.

### Обмен военнопленными

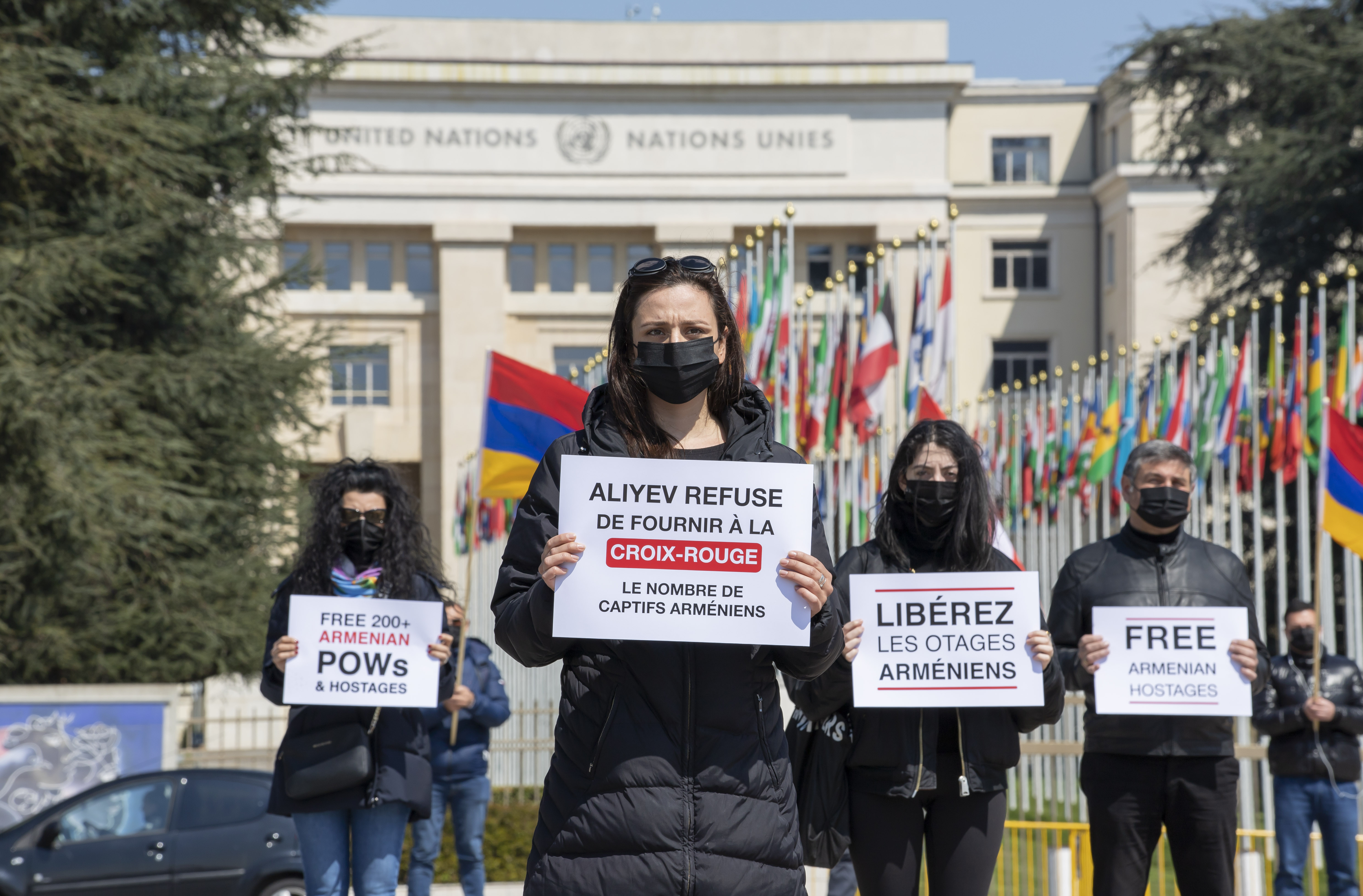
Протестующие в Женеве требуют освобождения армянских военнопленных. 15 апреля 2021 г.

В декабре 2020 года Армения и Азербайджан при посредничестве России начали обмен военнопленных по принципу «всех на всех». По состоянию на февраль 2021 года 63 заключённых, включая мирных жителей, вернулись в Армению, а 15 были возвращены обратно в Азербайджан. 20 мая 2021 года Европейский парламент принял резолюцию, призывающую Азербайджан немедленно и безоговорочно освободить всех армянских заключённых, как военных, так и гражданских, задержанных во время или после конфликта.
22 сентября 2021 года Палата представителей США приняла поправку, требующую немедленного освобождения Азербайджаном около 200 армянских военнопленных, заложников и задержанных лиц, «искажая их статус в попытке оправдать их продолжающееся пленение». По данным организации Human Rights Watch, азербайджанские вооружённые силы жестоко обращались с военнопленными этническими армянами и подвергали их «физическому насилию и унижению».

#### Задержанные после прекращения огня военнослужащие

##### Позиция Азербайджана
Согласно заявлениям МИД Азербайджана, азербайджанская сторона вернула всех армянских военнослужащих, которые были взяты в плен на момент подписания заявления о прекращении огня. Остальные 62 удерживаемых военнослужащих рассматриваются Азербайджаном не как военнопленные, а как диверсанты, так как они были переброшены в Карабах после завершения боевых действий и совершили преступления, в результате которых погибли и пострадали азербайджанские военнослужащие и гражданские лица.

##### Позиция Армении
По данным властей Армении, по состоянию на апрель 2021 года более 200 армянских военнопленных находились в плену в Азербайджане. 14 апреля 2021 года среди армянской диаспоры началась глобальная кампания с требованием освободить армянских военнопленных и других удерживаемых лиц в Азербайджане. Протесты прошли в 14 городах по всему миру, включая Торонто, Париж, Рим, Хьюстон, Сакраменто, Монреаль, Нью-Йорк, Лос-Анджелес, Варшаву, Берлин, Гамбург и Москву.

### Роль турецких войск

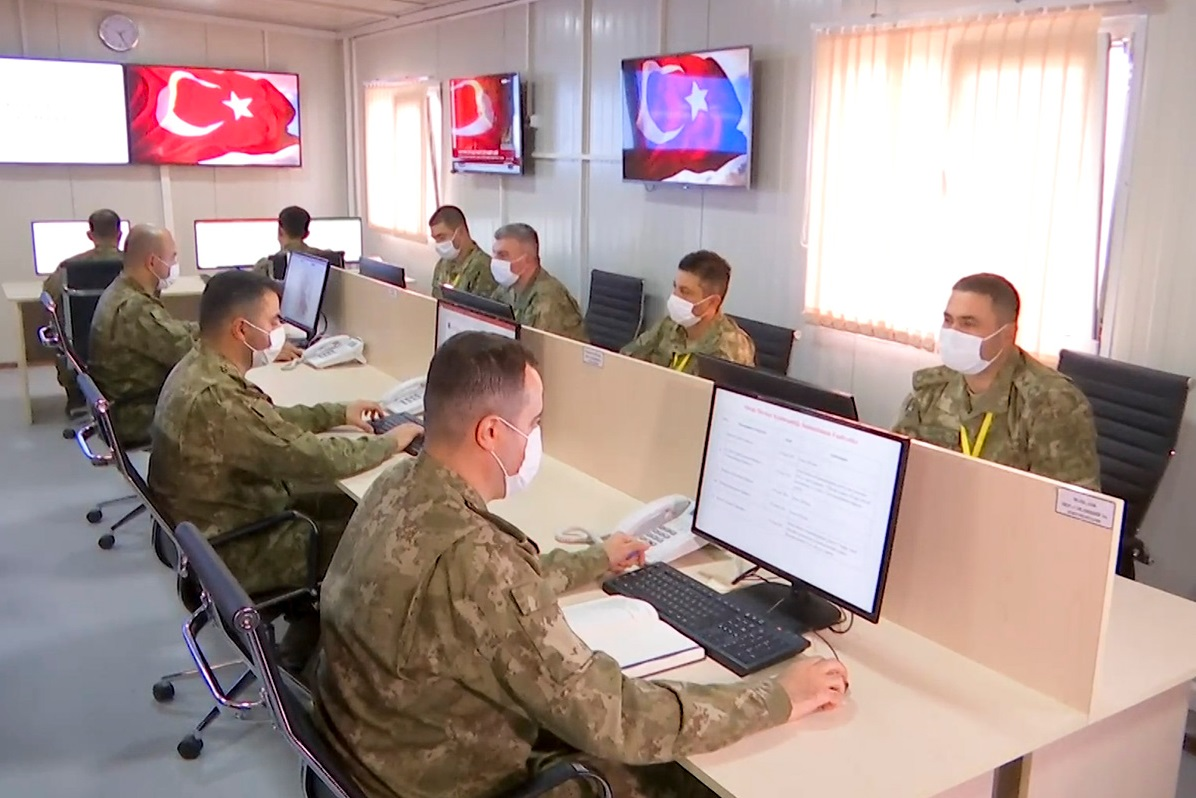
Совместный российско-турецкий мониторинговый центр по контролю за прекращением огня в Нагорном Карабахе. 6 февраля 2021 года

После подписания соглашения и размещения российских миротворцев министры обороны России и Турции подписали меморандум о создании совместного российско-турецкого центра мониторинга в Азербайджане. Россия, однако, настаивала на том, что участие Турции будет ограничено удалёнными операциями из центра мониторинга на территории не примыкающей к Нагорному Карабаху.